# Luigi Volta
Pour les articles homonymes, voir Volta.
Luigi Volta (Côme, 27 juillet 1876 - Milan, 7 octobre 1952) est un astronome italien.

## Biographie
Arrière-petit-fils d'Alessandro Volta, en 1898, il est diplômé en mathématiques de l'université de Pavie. Il a commencé à travailler aux observatoires de Milan, Turin et Heidelberg avant d'effectuer des relevés géophysiques à la station internationale de Carloforte en Sardaigne. En 1925, il devient professeur à l'université de Turin ainsi que le directeur de l'observatoire astronomique de Turin. En 1941, il s'installe à Milan où il est directeur de l'observatoire de Brera. Il a pris sa retraite en 1951.
Il a été président de la Société astronomique italienne. Le Centre des planètes mineures attribue la découverte de cinq astéroïdes, réalisées entre 1928 et 1934.
| (1107) Lictoria  | 30 mars 1929     |
| (1115) Sabauda   | 13 décembre 1928 |
| (1191) Alfaterna | 11 février 1931  |
| (1238) Predappia | 4 février 1932   |
| (1332) Marconia  | 9 janvier 1934   |